# 足球 (球)
足球是一個供各種足球比賽用的球。

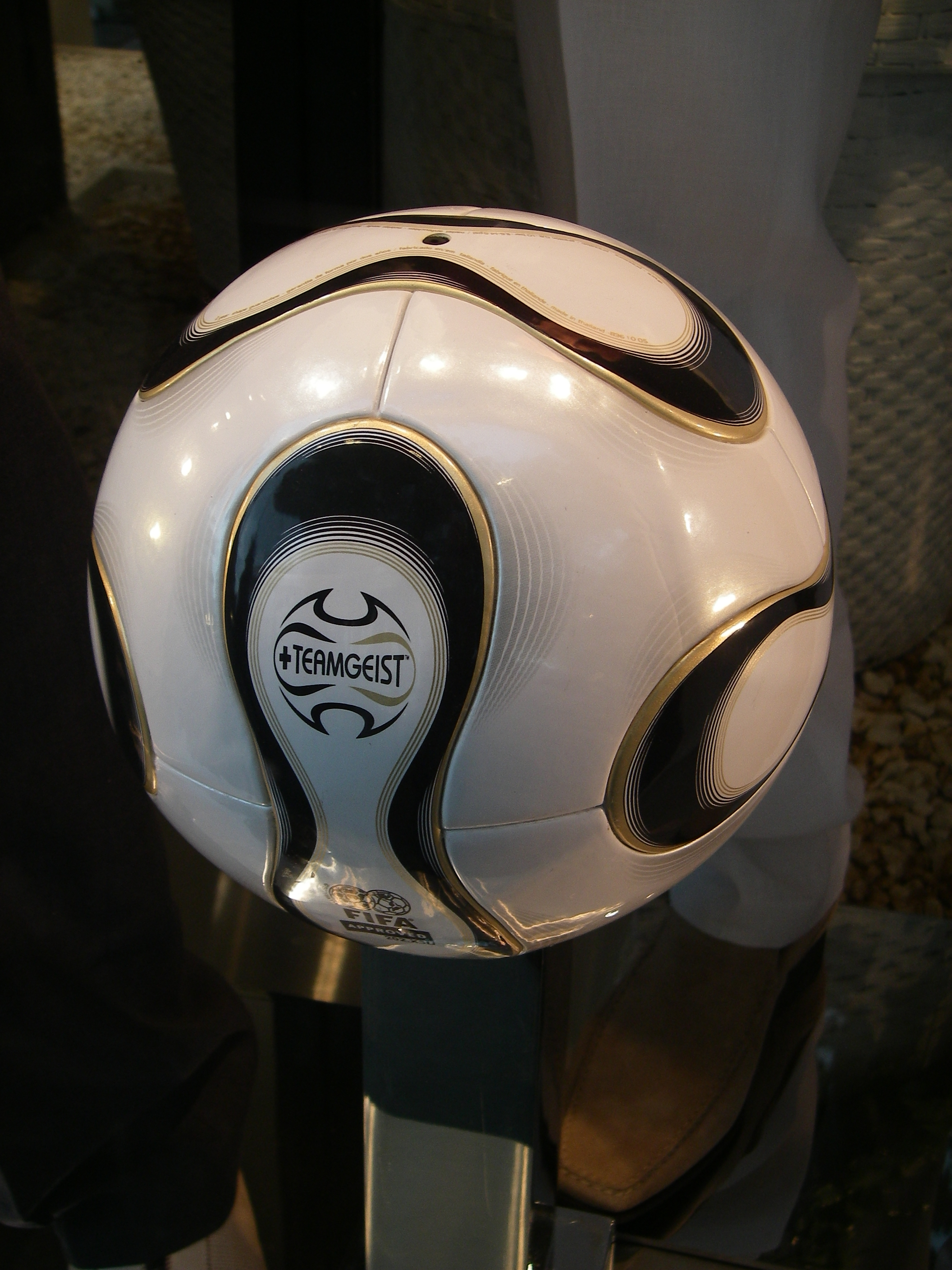
2006年世界盃官方指定的比賽用球

在古代，人們採用動物（例如豬）的膀胱製作的天然物料足球，但到了今天，足球是由專業團隊按照嚴格的規格製造。每一種足球運動也有其專屬用球，但仍離不開一至兩個基本形狀：
1. 球形：用於英式足球及蓋爾式足球；
2. 長球形（卵形）
  - 兩端圓角：用於橄欖球及澳式足球；
  - 或兩端相對較尖：用於美式足球及加拿大式足球。

而每類足球的詳細規格及結構均載於其所屬的比賽規例內。

## 蹴鞠

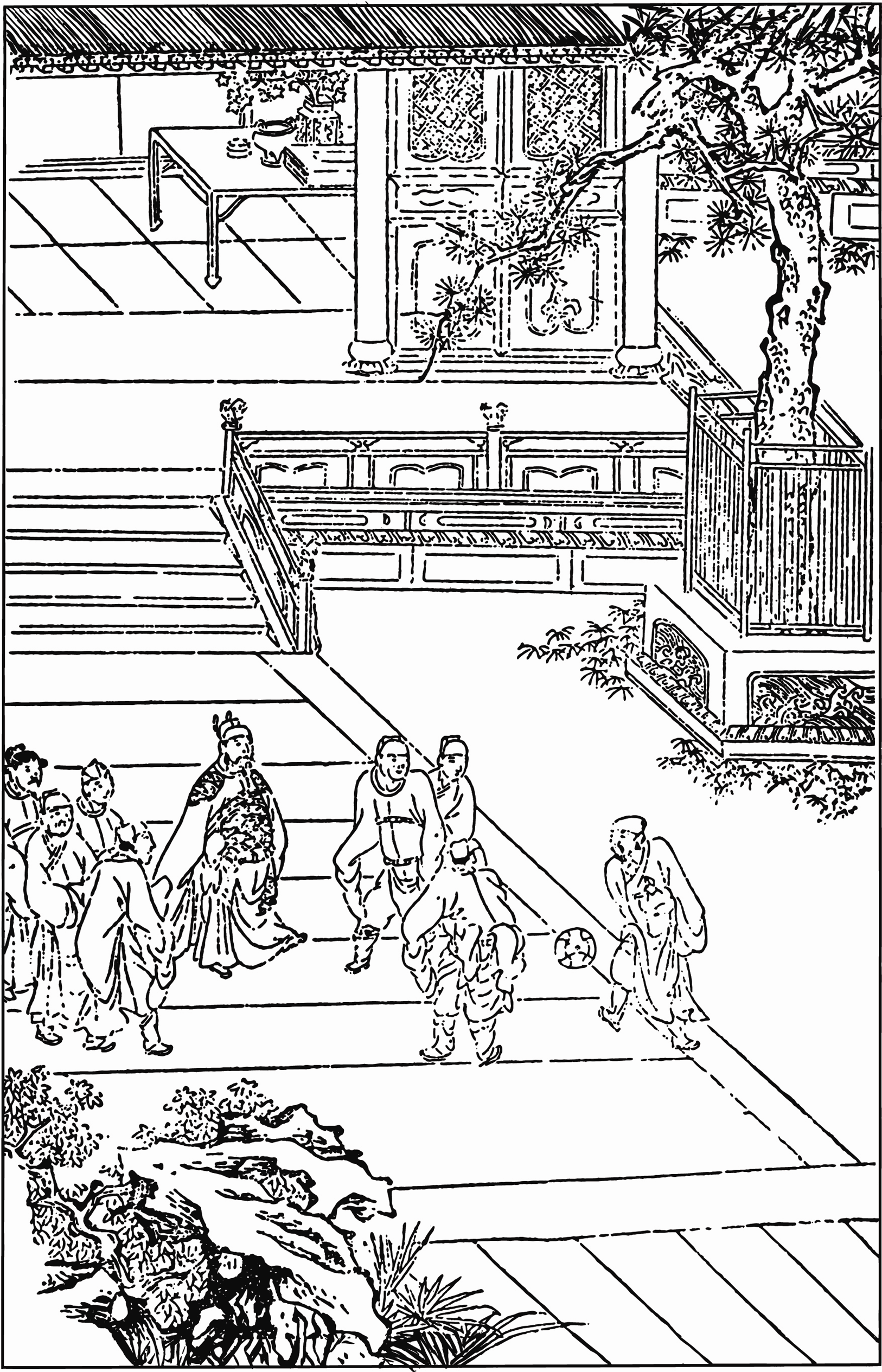
明刊《忠義水滸傳》的蹴鞠插圖

蹴鞠是中國古代的足球運動或遊戲，被認爲是現代足球的雛形，國際足球協會在2004年初公開確認足球最早起源於中國。

### 歷史
原始社會由黃帝創作的蹴鞠遊戲採用石製的球，1953年在西安半坡遗址發現新石器时代遺物中有不少磨製光滑的石球，直徑1.5到6厘米。
到了漢朝，製鞠已有較標準的規格，西漢揚雄所著《法言》：「斷木為棋，梡革為鞠，亦皆有法焉。」，當時的球主要是用皮為殼裝入毛髮的輕軟實心球。
唐朝是蹴鞠的改革年代，比賽形式有極大轉變，而製球的技術亦有長足的進步，歸氏子《答日休皮字詩》：「八片尖裁浪作球，火中燖了水中揉。」；仲無頗《氣球賦》：「盡心規矩，初因方以致圓；假手彌縫，終使滿而不溢。」；徐堅《初學記》：「今用皮，以胞為裡，噓氣閉而蹴之。」，製作手續繁複，皮革先經火烤水揉使其變軟，再裁成為方塊，將8片方塊皮革縫成圓形皮殼，在殼內裝入動物膀胱，然後吹氣成球，比漢朝的實心球有了實質的改進。
而宋朝的製球手藝在唐朝的基礎上再改進，《蹴鞠譜》：「熟硝黃革，實料輕裁。密砌縫成，不露綫角。」、「香皮十二，方形地而圓象天。香胞一套，子母合氣歸其中。」及「前人健色，正重十四兩。」，將唐朝的8片結構改為12片，使皮殼外形更圓，並採用裡縫法將皮革縫好才翻轉，皮球表面不會露出縫綫，更規定球重14兩，約合現今434克，與現代比賽用足球的重量相近。而宋朝更有皮製稱為「革宣」（一個字），原用於冶爐煉鐵的鼓風器改為皮球充氣的工具。
直到清兵入關建立清朝後，滿人為防止明朝貴族與官吏因蹴鞠而荒廢政事為鑑，全面禁止蹴鞠，蹴鞠才因此而沒落。

### 商品球
宋朝工商業發達，隨著蹴鞠的發展而開展製球的專業作坊和商品球，按《蹴鞠圖譜》記載有24種商品球，而《蹴鞠譜》更有41種之多，其中的「金錢錠」、「葉底桃」、「葵花」等品牌一直流傳到元朝仍然使用。

## 英式足球

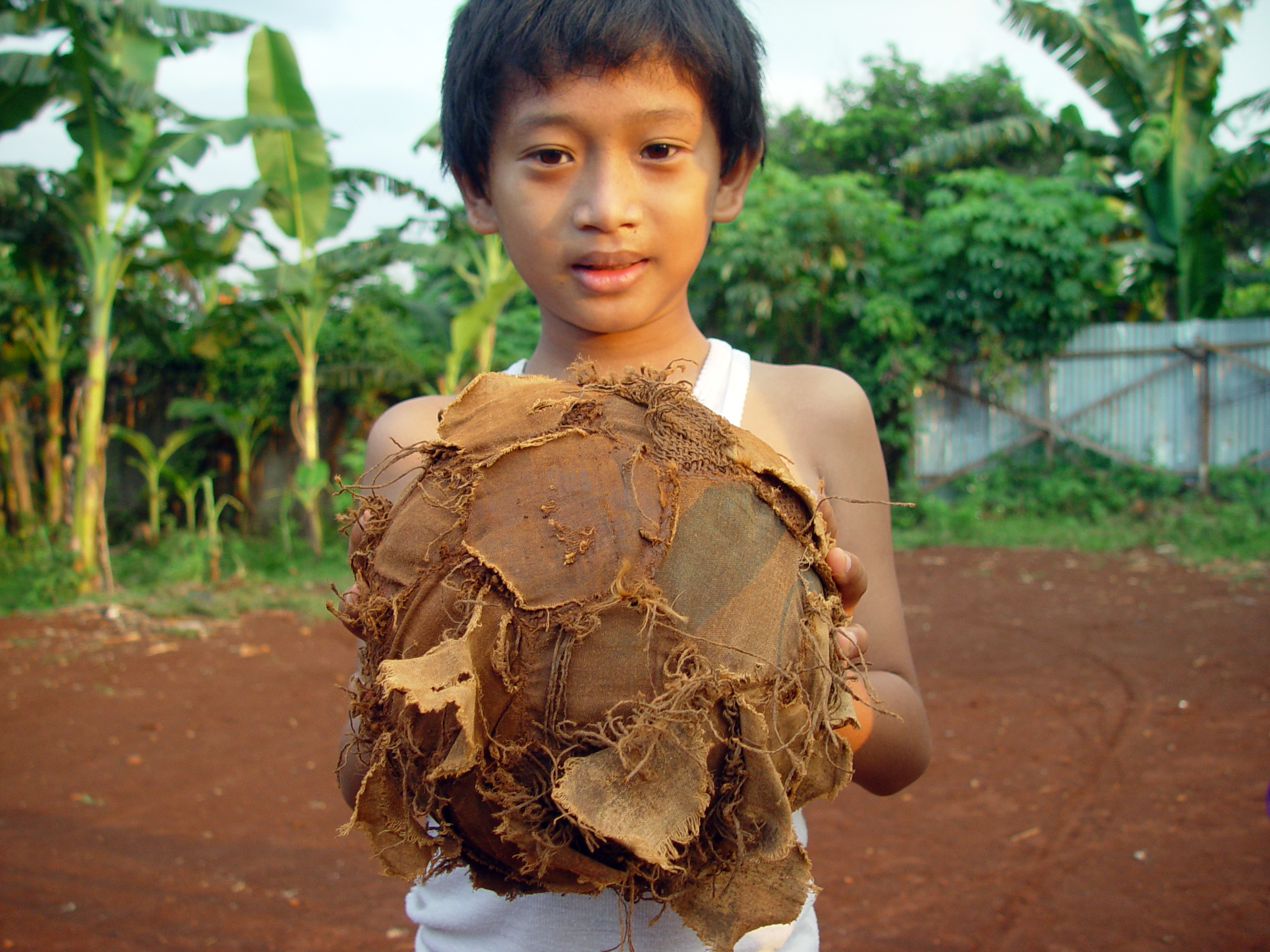
一名在耶加達的小童手執破舊的足球

英式足球通常被簡單直接稱為足球，被廣泛認為是全世界最流行的運動項目。

### 歷史
1863年英格蘭足球總會訂立首條足球規格，在此以前，足球是以吹氣的豬膀胱製造，其後加上皮殼以保持形狀。1855年美國發明家查尔斯·古德伊尔（Charles Goodyear）製成一個可以充氣經硫化處理橡膠（vulcanized rubber）的足球，結構類似現時的籃球，用膠黏合接邊，這足球獲得同年巴黎世界博覽會的金獎。到了1872年足球規格作出修訂，而這些規定一直保持並由國際足球協會理事會確認，自此以後皮球的改變僅限於採用的物料。

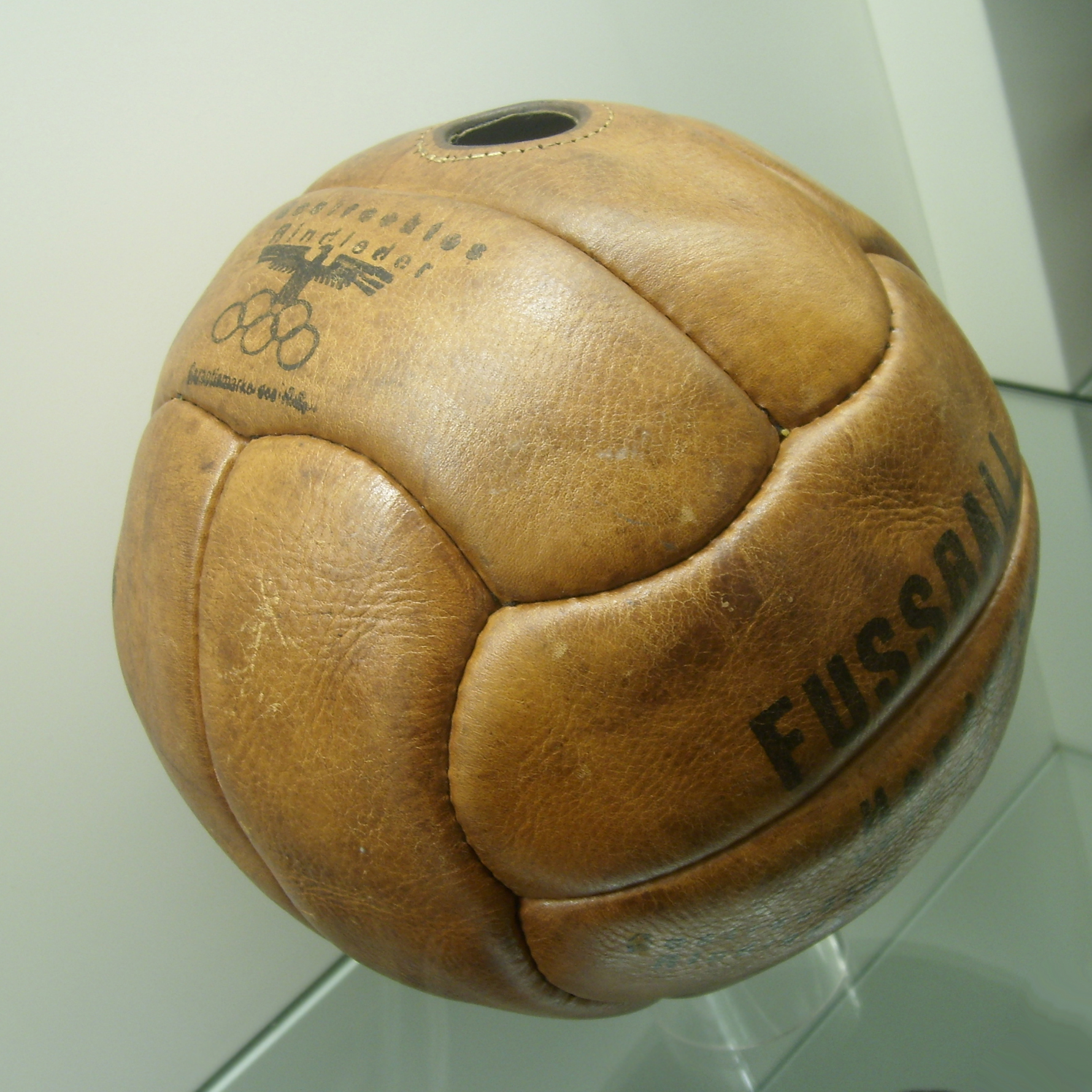
一個1936年的足球
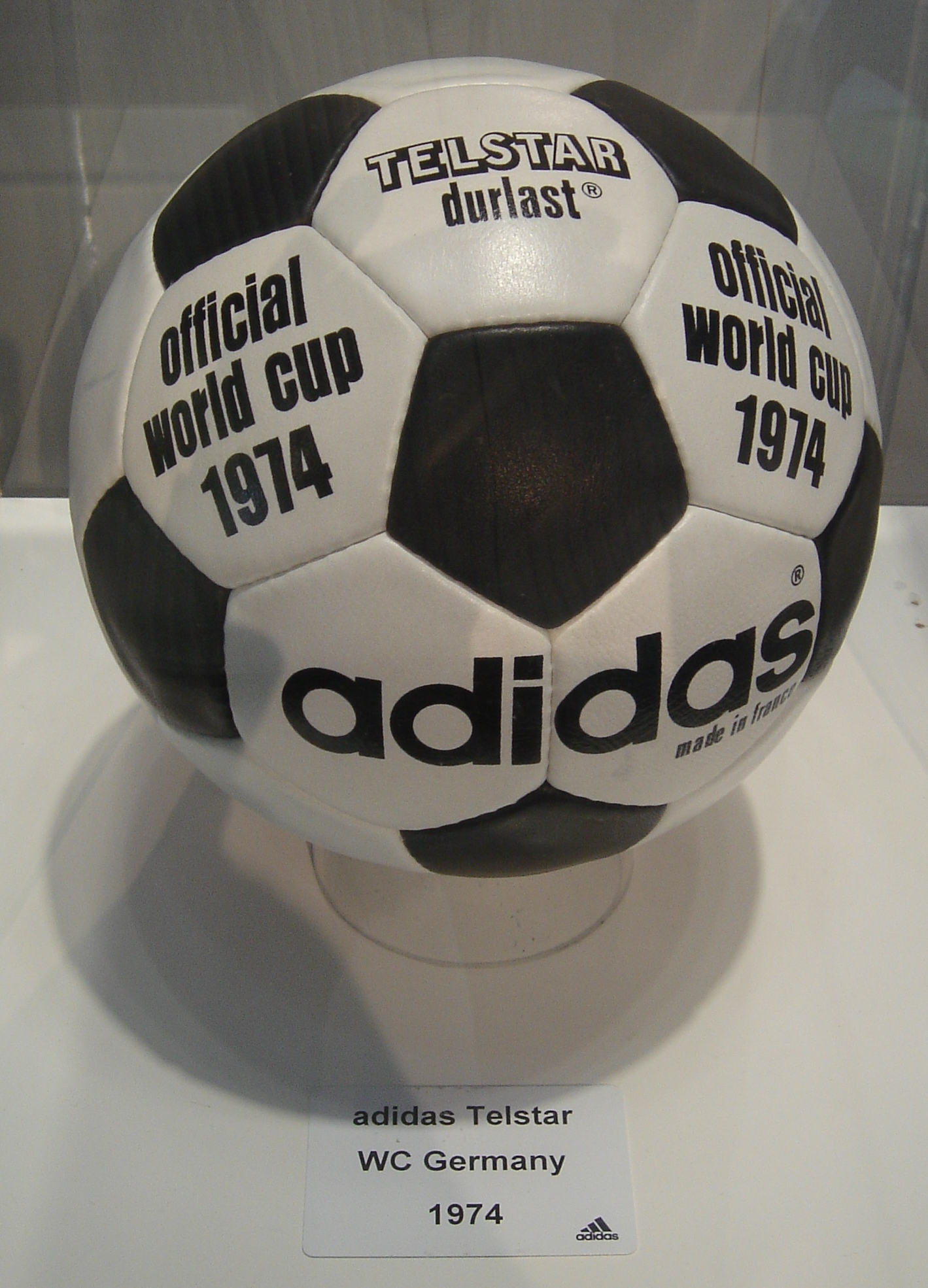
1974年世界盃官方比賽用球是愛迪達的Telstar Durlast

### 結構
早期的足球是由18塊矩形不防水的皮革縫合而成，3塊一組合共6組，長短邊相連，結構類似現時的排球及蓋爾式足球用球，為立方五角十二面體的球面多面體狀，留有約15厘米開口紮結縫線供放入內胆及充氣。這種結構的足球現時仍在使用。

截角二十面體。

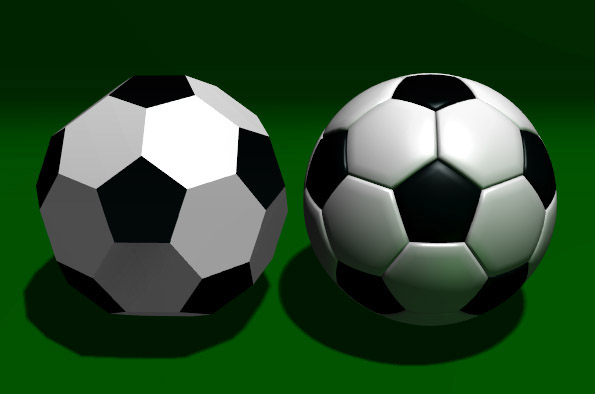
左方球面多面體與足球的比較

大部分現今的足球由32塊防水的皮革或塑膠縫製：由12塊正五边形及20塊正六边形組合而成。32-塊球體結構是球面多面體對應截角二十面體；由於內面充氣膨脹而造成其球面形狀。而首個32-塊結構足球於1950年代由丹麥體育用品公司「SELECT Sport A/S」推出市場銷售。這種球面結構於1960年代通行歐洲大陸，而其後由愛迪達製造的「Telstar」獲官方採用於1970年及1974年兩屆世界盃而風行全球。
2006年德國世界盃採用愛迪達在泰國製造14-塊結構的「+Teamgeist」為官方指定比賽用球，外表面的拼接點從原來的60個變為24個，而拼接長度也減少了15%以上，令足球更加接近完美的球面，足球採用機器熱黏合技術製成，有別於傳統的縫線結合，防水功能更佳。

### 呎吋
按照國際足協球例（Laws of the Game）「第二條：球」（Law 2: The Ball）指定皮球為充氣的球面，周長介乎68-70厘米（或27-28英吋）之間，重量介乎410-450克（或14-16安士）之間，充氣壓強在海平面達到600-1,100g/cm2（或8.5-15.6psi）之間，並以皮革或「其他合適物料」覆蓋。上述的重量為皮球在全乾環境下的重量，舊式皮球在潮濕環境下會增加很多的重量。足球比賽的標準用球是5號球，然而亦有較小的呎吋：3號球是手球的標準球；而4號球則用於室内足球或其他小型球場的比賽，香港流行的硬地小型足球比賽採用的足球不超過4號。其他呎吋可用於少年足球賽或新奇禮品。

### 顏色
足球的顏色早期是皮革原色的啡黃色，直到1951年才有白色的足球供晚間比賽在汎光燈照射下使用；而橙色的足球亦在1950年代出現供在雪地比賽環境用。現今的足球則會印上不同色彩的圖案。

### 認證
在過去，由不同製造商生產的足球有不同的品質，為使品質達到一致標準，自1996年1月1日開始國際足聯提供認證標記給通過重量、圓周、球狀、氣壓損失、吸水率、彈跳及形狀和呎吋保特等測試的足球型號，標記包括「國際足聯批准」（FIFA Approved）、「國際足聯檢視」（FIFA Inspected）及「國際賽用球標準」（International Matchball Standard，簡稱IMS），前兩者的測試由位於圣加仑的瑞士聯邦材料監測與研究實驗室（Swiss Federal Laboratories for Materials Testing and Research，簡稱EMPA）負責，足球型號加上以上兩款標記須要支付版權費用；而較寬鬆的「IMS」認證則可由7所由國際足聯指定的歐洲實驗室進行檢測，亦無須支付版權費。

### 童工
全球80%的足球產量來自巴基斯坦，而當中的75%（即60%全球產量）源自锡亚尔科特，而當地採用童工製造足球的問題十分嚴重。1996年在英格蘭歐國盃舉行期間，激進主義分子施加壓力要求中止童工，最終導致翌年簽訂亞特蘭大協議（Atlanta Agreement）尋求足球製造業取締使用童工，將生產集中處理取代以前外發在家生產的舊傳統，一方面方便按協議成立的獨立童工監察協會（Independent Monitoring Association for Child Labour，簡稱IMAC）作出監管確保沒有採用童工，同時增加工資，亦令到成年工人獲得足夠的薪金養家及讓孩子正常上學。但國際足聯認為禁用童工的問題錯綜複雜，它本身沒有「經驗或方法去根除這個廣泛的問題」。

## 橄欖球

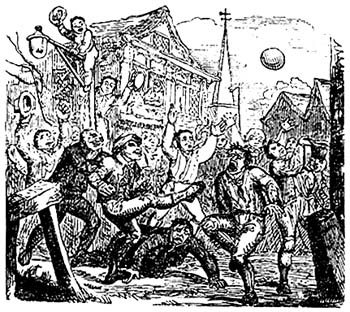
一幅描繪一種稱為「街道足球」的圖畫，是一種老式的足球，採用的球是李子形。

理查德·林登（Richard Lindon）及威廉·吉尔伯特（William Gilbert）開始時採用手縫四塊結構皮殼及豬膀胱內膽為拉格比學校（Rugby School）製作橄欖球，雖然早期的橄欖球較接近李子形多於現時的橢圓形，其獨特的外型據稱源自豬膀胱的形狀，而皮球的呎吋亦因豬膀胱的大小而有異。
這種圓形豬膀胱內膽的皮球一直應用於橄欖球比賽到1870年，同年理查德·林登引進橡膠內膽，由於橡膠的易適應性，皮球的形狀亦由圓形轉變成卵形。1892年橄欖球聯合會（Rugby Football Union，簡稱RFU）確認橢圓形的皮球為正式形狀，而皮球的形狀亦隨年月而逐漸變扁及尖。兩種橄欖球同時引進合成物料製造的皮球原先是受天氣的影響，由於這種物料不會吸水導致皮球增加重量，因而適合在濕重的場地比賽使用，最終真皮製造的橄欖球完全被取締。

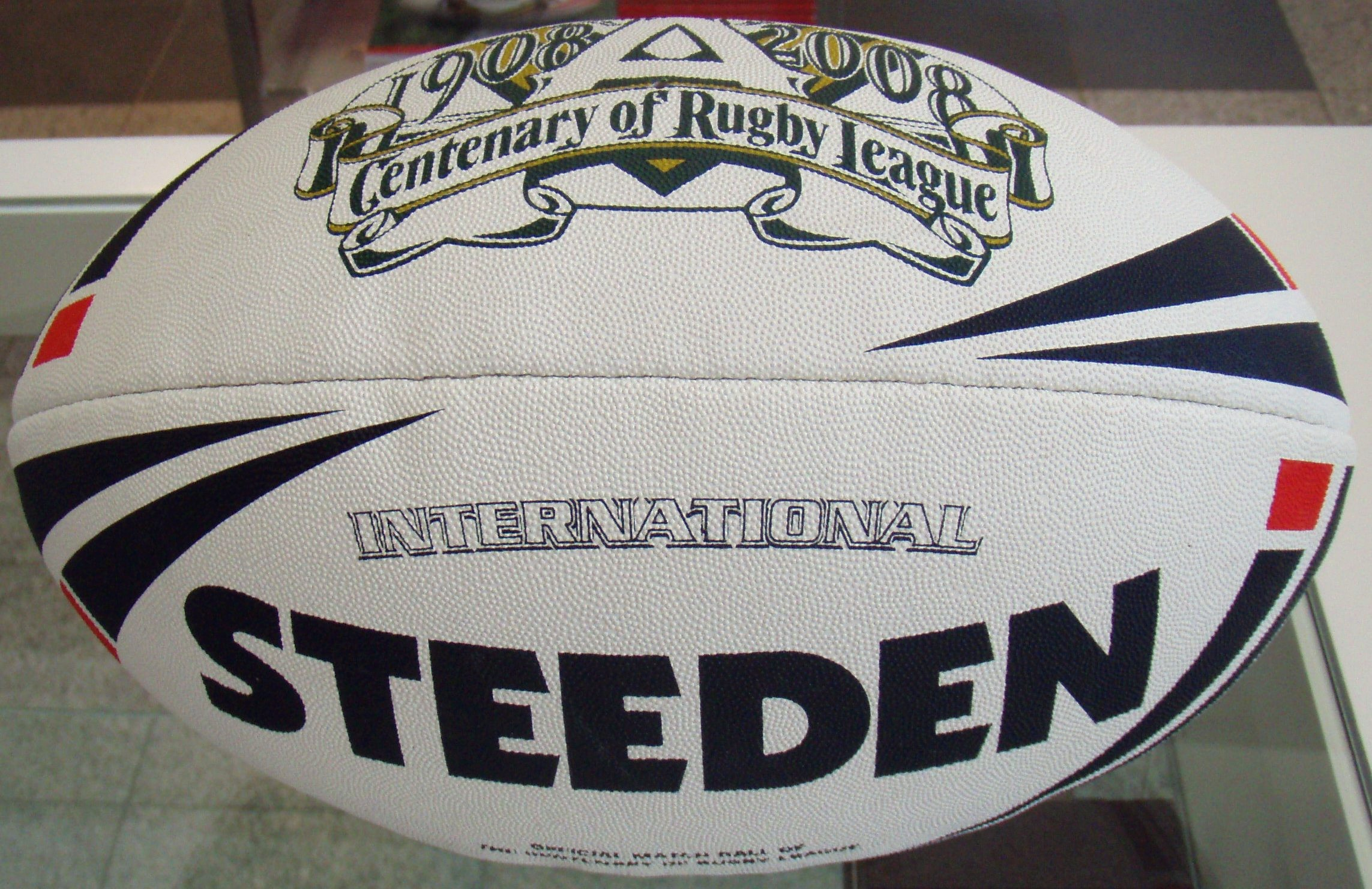
在澳大拉西亞的國際橄欖聯賽所採用的聯盟式橄欖球。

### 聯盟式橄欖球
聯盟式橄欖球採用扁長的橢球體皮球進行比賽，傳統上用啡色真皮製造，但現時已改用合成物料製造及印上不同顏色及圖案。在聯盟式橄欖球正式比賽用的是「國際號」（international size）或「5號」（size 5）球，呎吋約為27厘米長及最闊位置的圓周為60厘米。較小的橄欖球一般用於迷你及改變形式的比賽。比賽用球的重量在383至440克之間，聯盟式橄欖球比聯合式橄欖球的用球較尖而比美式足球較大。
在澳大拉西亞的國際橄欖聯賽（National Rugby League，簡稱NRL）採用由「斯蒂登」（Steeden）製造的橄欖球，有時甚至直稱「斯蒂登」當作是橄欖球的代號。

### 聯合式橄欖球
聯合式橄欖球所用的皮球通常簡單稱為橄欖球（rugby ball），是一扁長橢球體皮球，外形較為橢圓。傳統上用啡色真皮製造，但現代的橄欖球已印上不同顏色及圖案。合乎規定的橄欖球長度為28至30厘米（11至11.8英吋），最闊位置的圓周為58至62厘米（22.8至24.4英吋），重量為410至460克（14.5至16.2盎司）及充氣到65.71至68.75kPa（或9.5至10psi）。
自1980年開始，易於濕水由真皮製造的橄欖球被防水由合成物料製造的橄欖球所取締。2007年世界盃欖球賽採用「吉尔伯特Synergie」（Gilbert Synergie）作為官方比賽用球。

## 美式及加拿大式足球
在北美洲「足球」（football）一詞泛指用於美式足球或加拿大式足球比賽用的皮球（兩種運動均源自橄欖球），由於早期採用豬膀胱製作，所以有時亦稱為「豬皮」（pigskin）。
外形接近長球面，不像橄欖球作橢圓形，皮球的兩端微尖，其外形是當作出前拋長傳時最具效率的形狀。加拿大式足球沒有美式足球那麼扁長，外形較接近橄欖球。

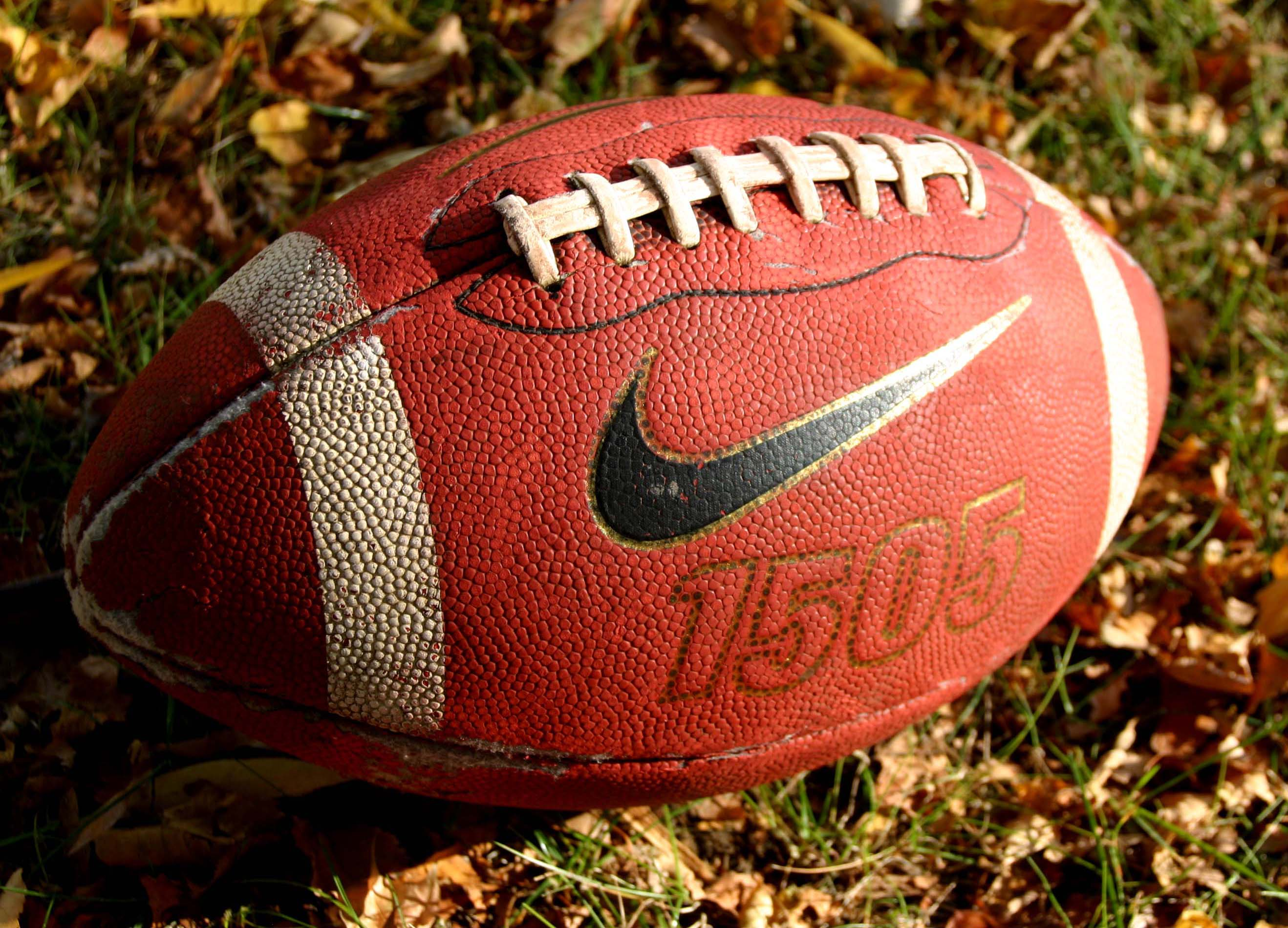
現代美式足球用球

皮球長約11英吋（28厘米）及在中央位置圓周約22英吋（56厘米）。美式足球及加拿大式足球雖然有不同的呎吋標準，但這些標準互相重疊，使到一個皮球可以用於這兩種不同的運動項目。職業或大學比賽用的皮球外殼必須採用真皮製造，同時染成天然真皮的啡色，而一般玩耍用的球則有用橡膠或塑料製造。現時已有製造廠在製革工藝上使到皮球在干爽或濕滑的環境下均易於掌握。皮革表面通常壓上卵石花紋使球員可以更易緊握皮球。部分或全部結構皮革塊會壓上製造商的品牌、比賽或聯盟名稱、簽名或其他印記。
每個皮球由四塊皮革或塑料組成，每塊皮革經過連串量重及裂紋的質檢後，工人才正式開始生產工序。其中兩塊在連接邊穿孔，並穿繩緊縛在一起。其中一件已縛起的皮塊再穿兩排孔及加固中央，用以固定充氣活塞。每件皮塊加上襯裡，然後四塊皮革以反轉形式縫合，而有縛繩孔的位置不用縫合，利用這裂口將皮殼自內向外翻轉。而一個PU或橡膠製的「內膽」（bladder）從縛繩裂口塞入，再沿穿孔縛上PVC或皮繩，使持球或傳球時更能緊握皮球。
在使用前，皮球需要充氣達到氣壓12.5至13.5psi（86至93kPa）。重量為14至15盎司（397至425克）。
根據「NFL.com」：主場球隊需於開賽前兩小時預備36個皮球供戶外比賽及24個皮球供室內比賽讓球證用氣壓計量度以符合聯盟規定。十二（12）全新足球，密封於特製的盒子由製造商付運，於開賽前兩小時由球證在更衣室啟封。這些足球需特別加上英文字母「k」的印記及專用於踢球比賽。

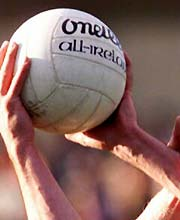
所有蓋爾式足球比賽官方指定採用愛爾蘭公司奧尼爾生產的皮球。

## 蓋爾式足球
蓋爾式足球（Gaelic football）是採用皮革製造的圓形皮球，直徑約為10英吋（25厘米）及圓周27至29英吋（69至74厘米）。皮球在干時重量介乎370至425克（13至15盎司）之間。皮塊縫合形式類同排球，包含六組成直角連接的皮塊，每組由三塊皮革縫合，中間一塊為長方形，而兩側為梯形；整個足球總共由18塊皮革縫合而成。
蓋爾式足球亦是国际规则足球（International rules football）所採用的標準皮球。
蓋爾式足球自1887年首次比賽已採用圓形的皮球，而自1918年愛爾蘭體育用品公司「奧尼爾」（O'Neills）創立後，其製造的足球間中獲採用，及後更被指定為官方用球，然而現在另一家愛爾蘭公司「蓋爾器具」（Gaelic Gear）製造的足球亦獲准在比賽中使用。

## 澳式足球

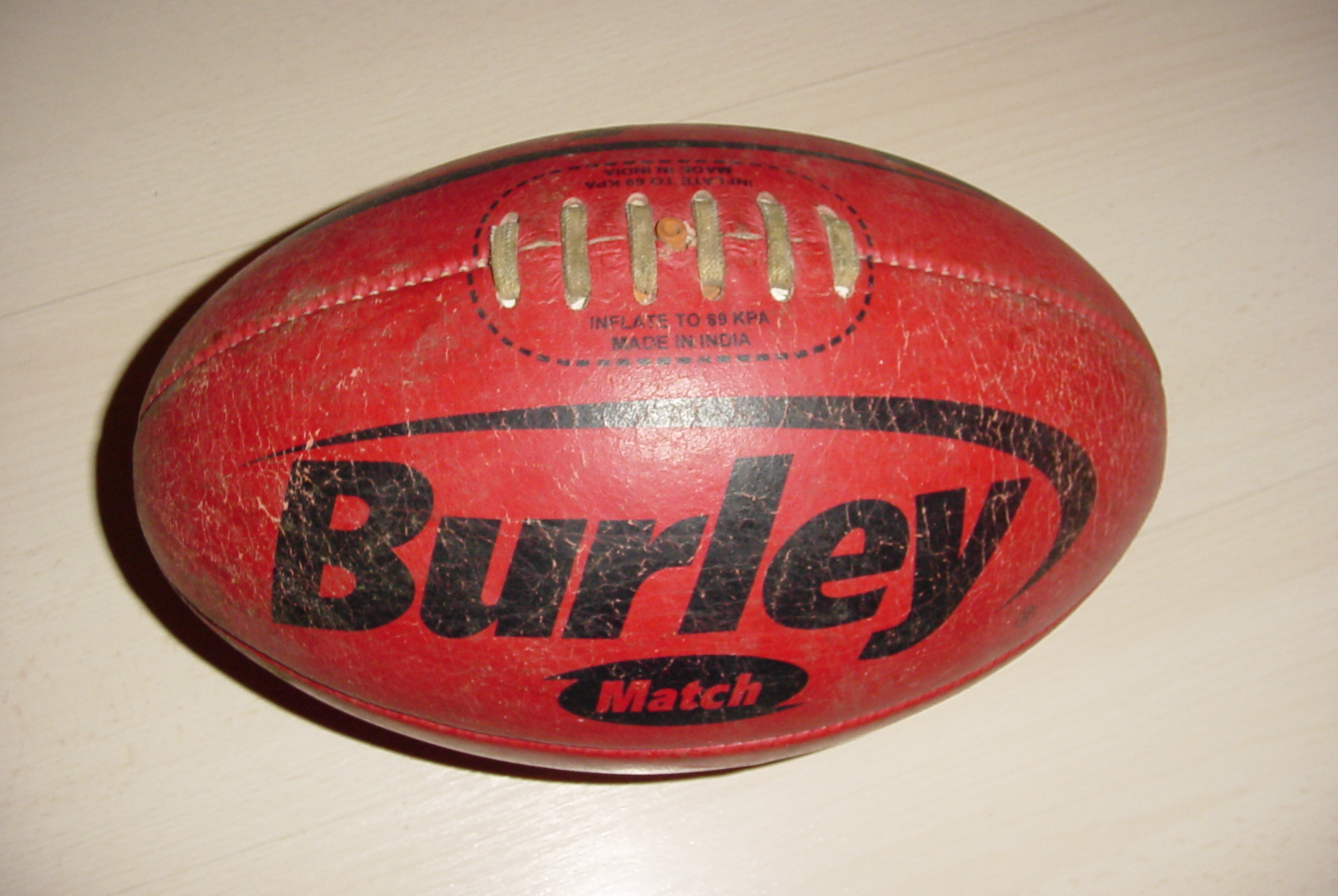
一個澳式足球用球。

由1850年代到1870年代初期的澳式足球採用圓形的皮球，其後改用橄欖球進行比賽。直到1880年有將一個已變形的橄欖球交給T.W.雪林（T.W. Sherrin）代為修補，他將兩端改為凹坑代替尖角，因而彈跳更佳，成為首個現代澳式足球的原型。
澳式足球採用的皮球與橄欖球類近，但整體較小及較圓。標準呎吋為「5號」球，皮球按規定的直徑為720至730毫米（28.3至28.7英吋），及橫截的的圓周為545至555豪米（21.5至21.9英吋），並需充氣達到62至76kPa（9至11psi）。在（Australian Football League，簡稱），日間比賽採用紅色皮球，而晚間則為黃色。
不同呎吋及重量的皮球用於不同年齡組別的比賽及用於例如非接觸澳式足球（Rec Footy）或女子比賽。
澳式足球的品牌有「貝利」（Burley）、「羅斯·福克納」（Ross Faulkner）及澳大利亞澳式足球聯盟所採用的「雪林」（Sherrin）等。

## 符號編碼
足球符號編碼記載於雜項符號。
- U+26BD ⚽ SOCCER BALL

## 外部連結
- construction of Soccer Balls （页面存档备份，存于）
- Soccer Ball World （页面存档备份，存于）
- Popular Mechanics article on American football manufacturing process
- antique soccer balls （页面存档备份，存于）
- Paper model truncated icosahedron (soccer ball)
- Ki-o-Rahi history and rules （页面存档备份，存于）